# 黄葵内酯
黄葵内酯是一种有机化合物，分子式C16H28O2，属于不饱和大环内酯，存在于麝葵籽油（ambrette seed oil）中，有麝香味。